# Tropidophryne africana
Tropidophryne africana är en stekelart som beskrevs av Compere 1931. Tropidophryne africana ingår i släktet Tropidophryne och familjen sköldlussteklar.
Artens utbredningsområde är:
- Etiopien.
- Ghana.
- Elfenbenskusten.
- Nigeria.
- Uganda.

Inga underarter finns listade i Catalogue of Life.